# Karoolangsnavelleeuwerik
De karoolangsnavelleeuwerik (Certhilauda subcoronata) is een zangvogel uit de familie Alaudidae (leeuweriken).

## Verspreiding en leefgebied
Deze soort komt voor in het zuidwesten van Afrika en telt vier ondersoorten:
- C. s. damarensis: centraal Namibië.
- C. s. bradshawi: zuidelijk Namibië en noordwestelijk Zuid-Afrika.
- C. s. subcoronata: het westelijk-centraal Zuid-Afrika.
- C. s. gilli: zuidelijk Zuid-Afrika.

## Status
De grootte van de populatie is niet gekwantificeerd maar de soort wordt omschreven als algemeen tot zeer algemeen. Op de Rode lijst van de IUCN heeft deze soort de status niet bedreigd.